# The Art of Biblical Narrative
The Art of Biblical Narrative („Biblische Erzählkunst“) ist ein 1981 erschienenes Buch des Hebraisten und Literaturwissenschaftlers Robert Alter. Bibel ist hier als Hebräische Bibel verstanden. Sechs der neun Kapitel waren bereits zwischen 1975 und 1980 als Artikel in den Zeitschriften Commentary, Poetics today und Critical Enquiry erschienen; Alter überarbeitete sie aber in einer Weise, dass daraus ein kohärentes Buch entstand.
Mit The Art of Biblical Narrative etablierte sich die Narrative Exegese im englischen Sprachraum; doch gab es einige Autoren, die bereits früher ähnliche Positionen vertreten hatten, zum Beispiel:
- Erich Auerbach: Mimesis: Dargestellte Wirklichkeit in der abendländischen Literatur (Bern 1946)
- Martin Buber, Franz Rosenzweig: Die Schrift und ihre Verdeutschung (Köln/Olten 1954–1962)
- Jan Fokkelman: Narrative Art in Genesis (Assen 1975)
- Shimon Bar-Efrat: Wie die Bibel erzählt: alttestamentliche Texte als literarische Kunstwerke verstehen (Hebräisch: Tel Aviv 1979; deutsche Übersetzung: Gütersloh 2006)

## Inhalt

### Ein literarischer Zugang zur Bibel

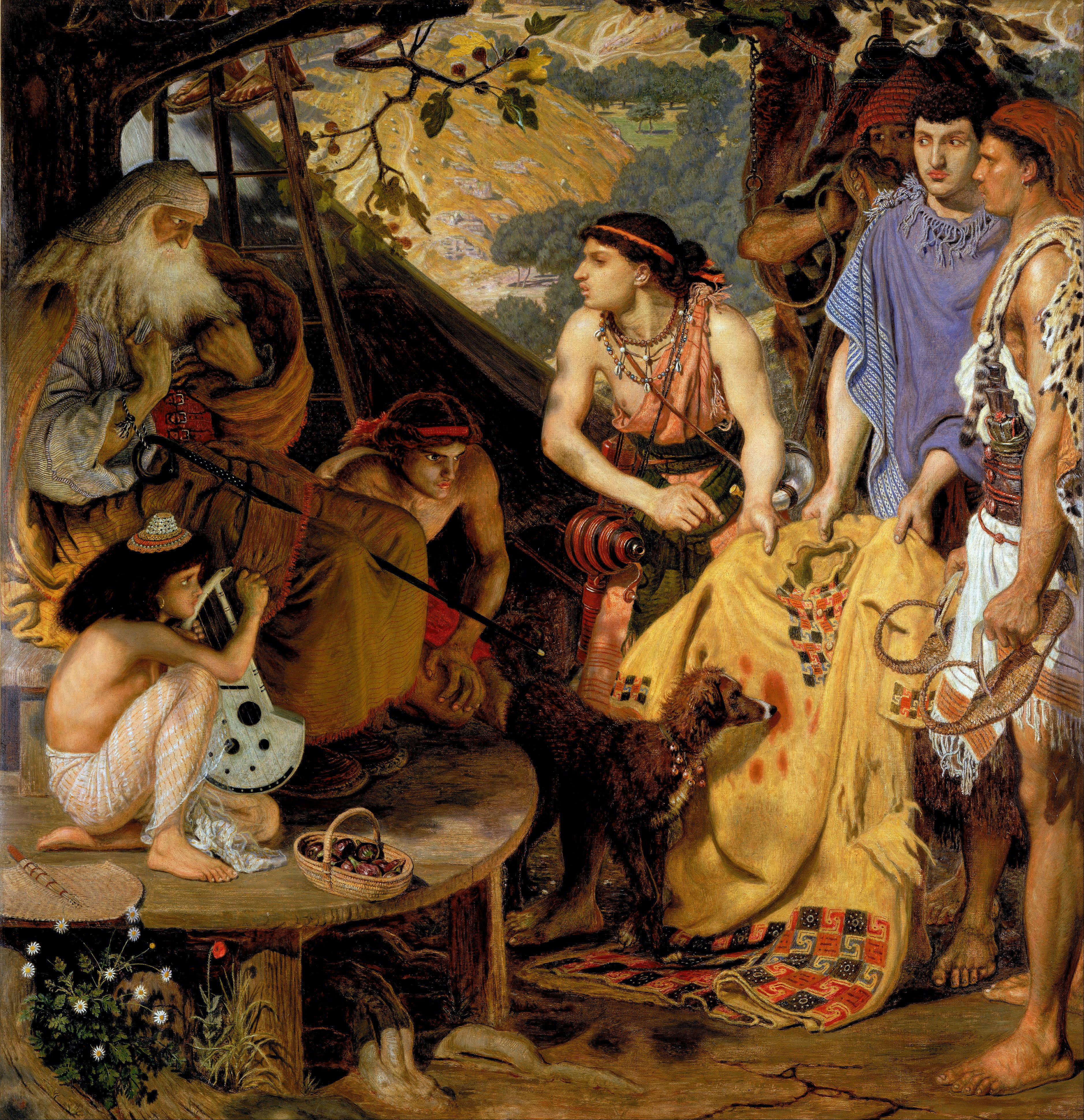
Dem Vater wird das gefälschte Beweisstück für Josefs Tod präsentiert (Ford Madox Brown: The Coat of Many Colors vor 1866, Walker Art Gallery)

Robert Alters Untersuchungsgegenstand ist der vorliegende hebräische Endtext. Die alttestamentliche Exegese sieht er als Literaturwissenschaftler kritisch. Diachrone Methoden, die er als „Archäologie“ charakterisiert, könnten punktuell Informationen zum Textverständnis beitragen. Aber insgesamt sei die Exegese mehr mit der Frage beschäftigt, wie die hypothetische Vorform eines Psalms in einem hypothetischen Tempelritual verwendet worden sei, als wie der heute vorliegende Psalm als Poesie verstanden werden könne. Aus der gesamten Bibel werde außerdem z. B. eine biblische Anthropologie oder Eschatologie erhoben, solche religiösen Fragestellungen stünden in der Tradition, die Bibel als Heilige Schrift zu behandeln. Anders als bei Autoren der Antike finde eine literarische Betrachtung biblischer Texte dagegen kaum statt.
Was die von ihm favorisierte synchrone Methode für das Textverständnis leistet, illustriert Alter an einem Beispiel aus der Josefsnovelle im Buch Genesis. Die historisch-kritische Exegese beurteilt Kapitel 38 als einen störenden Einschub. Zuvor war Josef von seinen Brüdern als Sklave verkauft worden, die Brüder präsentierten dem Vater ein fingiertes Beweisstück, und dieser betrauerte Josef als tot und wollte sich nicht trösten lassen. So endet Kapitel 37. In Kapitel 38 (Juda und seine Schwiegertochter Tamar) verliert der Leser Josef aus den Augen, was offensichtlich die Spannung erhöht, bevor man in Kapitel 39 erfährt, wie es mit dem Sklavenjungen in Ägypten weitergeht. Alter analysiert, wie die Kapitel 37 und 38 kunstvoll aufeinander bezogen sind; ein Beispiel: Mit der gleichen Formulierung „Sieh genau hin!“ (hebräisch הַכֶּר־נׇא hakær-nāʾ), mit der das fingierte Beweisstück in Gen 37,32  präsentiert wird, legt Tamar in Gen 38,25  dem Juda einen echten Vaterschaftsbeweis vor. „Die erste Formel wird für den Akt der Täuschung gebraucht, die zweite für den Akt der Demaskierung.“
Solche Bezüge hatte schon der Midrasch entdeckt: „Der Heilige, gepriesen sei er, sagte zu Juda: Du hast zu deinem Vater haker-na gesagt. Bei deinem Leben, Tamar wird zu dir auch haker-na sagen.“ Zwei Unterschiede bestehen zwischen traditioneller jüdischer Exegese und Alters Literary Approach: Der Midrasch hat wenig Sinn für das narrative Kontinuum und hebt einzelne Beobachtungen heraus, ohne sie in den Erzählungszusammenhang einordnen zu können. Zweitens prägt der Midrasch dem Text seine eigene Interpretation auf, im zitierten Beispiel aus Bereschit Rabba formuliert die Stimme Gottes moralische Kritik an dem zweimal sündigenden Juda. Dagegen betont Alter, die Erzählkunst der hebräischen Bibel bestehe gerade darin, dass die Bedeutung des Geschehens sich erst allmählich erschließt und die Lücken vom Leser in verschiedener Weise aufgefüllt werden können.

### Fiktionale Prosa
Robert Alter charakterisiert biblische Erzählungen als historisierte fiktionale Prosa, im Gegensatz zu den Epen der antiken Umwelt. „Was die Bibel uns bietet, ist ein ungleichmäßiges Kontinuum und ein ständiges Verwobensein von Details historischer Fakten … und rein legendarischer Geschichte, gelegentlich rätselhafte Spuren mythologischer Kunde, ätiologische Sagen, archetypische Fiktionen der Gründerväter der Nation, Volkssagen von Helden und wundertätigen Gottesmännern, wahrscheinlich frei erfundene fiktionale Personen, die mit dem Lauf der nationalen Geschichte verbunden wurden, und fiktionalisierte Versionen bekannter historischer Personen. All diese Narrative werden als Geschichte präsentiert, als wirklich geschehen und mit bedeutenden Konsequenzen für das Schicksal der Menschheit oder der Israeliten.“ Doch gebe es erhebliche Unterschiede zwischen den einzelnen biblischen Büchern: Die Hauptpersonen im Buch Rut seien fiktional, aber Rut, Noomi und Boas werden als individuelle Charaktere gezeichnet und haben daher eine Art von Glaubwürdigkeit, die den Charakteren im Buch Ester – eine Art Märchen mit pseudo-historischen Stoffen – fehle.
Robert Alter hält es für möglich, dass die Geschichten vom Aufstieg und von der Thronfolge Davids im großen Ganzen zuverlässige historische Informationen enthalten und dass viele der in den Samuelbüchern auftretenden Personen die Namen historischer Individuen tragen. „Trotzdem sind diese Geschichten nicht historisch im eigentlichen Sinn, sondern eher ein imaginatives Reenactment der historischen Abläufe durch einen begabten Autor, der sein Material nach bestimmten Themen und nach seiner eigenen bemerkenswerten psychologischen Intuition disponierte.“ Der Autor erfindet für seine Charaktere innere Monologe, kennt ihre Gefühle oder Motive, schreibt ihnen Dialoge, die in Situationen gesprochen werden, wo kein Zeuge sie hätte überliefern können. All das zeige, so Alter, dass der Verfasser der Samuelbücher zur israelitischen Geschichte die gleiche Beziehung hatte wie William Shakespeare zur englischen Geschichte.

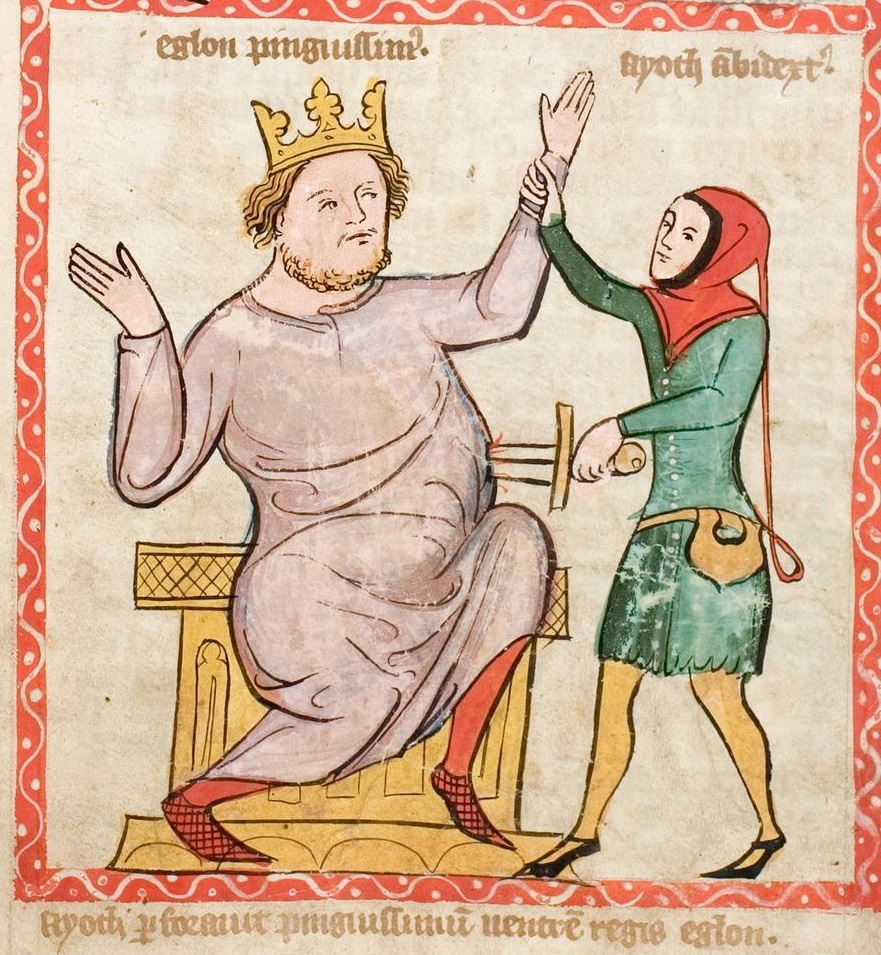
Der Linkshänder Ehud sticht zu (Speculum Humanae Salvationis, Westfalen oder Köln, um 1360. ULB Darmstadt, Hs 2505, fol. 55r)

Als Beispiel für fiktionale Prosa wählt Alter die Erzählung von Ehud und Eglon aus dem Buch der Richter, Kapitel 3. Es geht hier um einen politischen Mord, und der Verfasser schildert detailfreudig, wie der Attentäter sich vorbereitet, wie er sich Zutritt zum König der Moabiter verschafft und den korpulenten Herrscher ersticht, sobald er allein mit ihm ist. Ehud ist Linkshänder, weshalb Eglon den Griff zum Schwert zu spät als Gefahr erkennt. Da die Tür verriegelt ist und die Diener Eglons ihn nicht zu stören wagen, wird der Mord erst entdeckt, als Ehud sich längst in Sicherheit gebracht hat. Nicht nur wird ein feindlicher König als plumper Dicker lächerlich gemacht, die Erzählung spielt auch mit sexuellen Motiven. Das alles interessiert den biblischen Erzähler mehr als das (aus Alters Sicht) mögliche historische Faktum eines von Ehud geleiteten israelitischen Aufstands gegen die Moabiter.

### Typische Szenen und Erzählkonventionen
Walter Arend (Die typischen Szenen bei Homer, 1933) machte die Beobachtung, dass bestimmte Szenen in den homerischen Epen wiederholt begegnen: die Ankunft, die Botschaft, die Reise, die Versammlung, das Orakel, die Bewaffnung des Helden, und andere mehr. Ein Besuch z. B. wird in folgender Weise geschildert: Der Gast naht, jemand bemerkt ihn, steht auf, eilt zu seiner Begrüßung, führt ihn bei der Hand ins Haus, wo man ihm den Ehrenplatz anbietet. Es folgt eine Beschreibung des Festmahls und der Speisen. Wenn Robert Alter solche typischen Szenen in der Hebräischen Bibel identifiziert, hat das Ähnlichkeit mit den von Hermann Gunkel benannten Gattungen, aber anders als die Formkritik ist Alter nicht an Mutmaßungen über einen Sitz im Leben interessiert. Eine Erzählkonvention könne ein Reflex sozialer oder kultureller Realitäten einer Gesellschaft sein, entwerfe aber ein indirektes und idealisiertes Bild dieser Realitäten. Gunkel bezeichnete mit dem Begriff „Variante“ etwas Ähnliches wie die typische Szene: 

„Jeder, so treu er auch sei, … erzählt die überlieferte Geschichte etwas anders. Die wichtigsten Varianten der Genesis sind die beiden Ismaelgeschichten (16, 218 ff.) sodann die Sage von der Gefahr der Patriarchenfrau, die in drei Recensionen überliefert ist, 1213 ff., 20. 26), ferner die damit zusammenhängende Sage vom Vertrage zu Beerseba, gleichfalls in drei Recensionen … An diesen doppelt erzählten Geschichten mag der Forscher seine ersten Beobachtungen machen; hat er so seine Augen geschärft und gewisse Linien der Entwickelung gefunden, so mag er weiter auch die nur einmal berichteten Sagen mit einander vergleichen.“

 Eine typische Szene in der Hebräischen Bibel ist die Brautwerbung: Der angehende Bräutigam oder sein Repräsentant reist in ein fremdes Land. Dort begegnet er einem oder mehreren Mädchen an einem Brunnen. Manchmal spielt es eine Rolle, dass Wasser aus dem Brunnen geholt wird. Das Mädchen eilt nach Hause und berichtet, dass ein Fremder eingetroffen sei. Das Verlöbnis wird vereinbart, was meist mit einem Festmahl kombiniert ist. Das Publikum, das mit der Erzählkonvention vertraut war, verfolgte mit besonderem Interesse, wo der Erzähler vom Gewohnten abwich. Bei der Brautwerbung um Rebekka (Buch Genesis, Kapitel 24) wird Isaak, der Bräutigam, durch einen Knecht vertreten, was zum insgesamt passiven Charakter dieses biblischen Patriarchen passt. Der Anfang von Sauls Karriere (1 Sam 9,11–12 ) wird so erzählt, dass das Publikum eine Brautwerbung erwartet und überrascht ist, welch andere Wendung die Geschichte bis zur Salbung Sauls als König nimmt. Erzählkunst ist also das Spiel mit der typischen Szene, ihre Variation oder auch der Verstoß gegen die Konvention.

### Erzählung und Dialog
Häufig sind in einen erzählenden Text der Bibel längere Dialoge eingebettet, was für den modernen Leser redundant wirken könnte. „Die biblischen Autoren … sind oft weniger an Handlungen als solchen interessiert als daran, wie die einzelnen Charaktere darauf reagieren oder sie selbst herbeiführen. Direkte Rede wird als wichtigstes Instrument benutzt, um die wechselnden und manchmal nuancierten Beziehungen zwischen den Personen und den Handlungen, in die sie involviert sind, zu enthüllen.“ Die Vorliebe der Hebräischen Bibel für direkte Rede geht so weit, dass auch die Gedanken einer Person gern als „Rede in ihrem Herzen“ gestaltet werden, z. B. 1 Sam 27,1 . In 2 Sam 2,1  befragt David ein Orakel, was man sich als Lose werfen o. ä. vorzustellen hat; der Erzähler „übersetzt“ die Ergebnisse aber in Gottesrede und gestaltet daraus einen Dialog zwischen David und Gott. Da alle Akteure ein stilisiertes Hebräisch verwenden und keine persönlichen Spracheigentümlichkeiten aufweisen, charakterisiert sie der Erzähler vorzugsweise durch kontrastierenden Dialog. Beispiele:
- Gen 25,29–33 EU: Esau ist impulsiv und sprachlich unbeholfen, Jakob dagegen plant die Zukunft;
- Gen 39,7–9 EU: Potifars Frau macht ein sexuelles Angebot (zwei Worte), Josef reagiert mit einer gewundenen moralischen Betrachtung;
- 1 Sam 24,10–17 EU: Saul bringt nach Davids kunstvoller Rede nur wenige emotionale Worte hervor.

### Wiederholungen, Leitwortstil
Zu den für einen modernen Leser irritierenden Eigenheiten der hebräischen Bibel gehören die häufigen Wiederholungen. Robert Alter meint, das Phänomen könne teilweise damit erklärt werden, dass diese Texte für den mündlichen Vortrag vor einem Publikum geschrieben wurden. Wer etwas akustisch oder inhaltlich nicht verstanden hatte, hatte also nicht die Chance, innezuhalten oder zurückzublättern; eine Wiederholung gab daher die Möglichkeit, Stoffe, die man für besonders wichtig hielt, dem Publikum unverkürzt zu übermitteln.

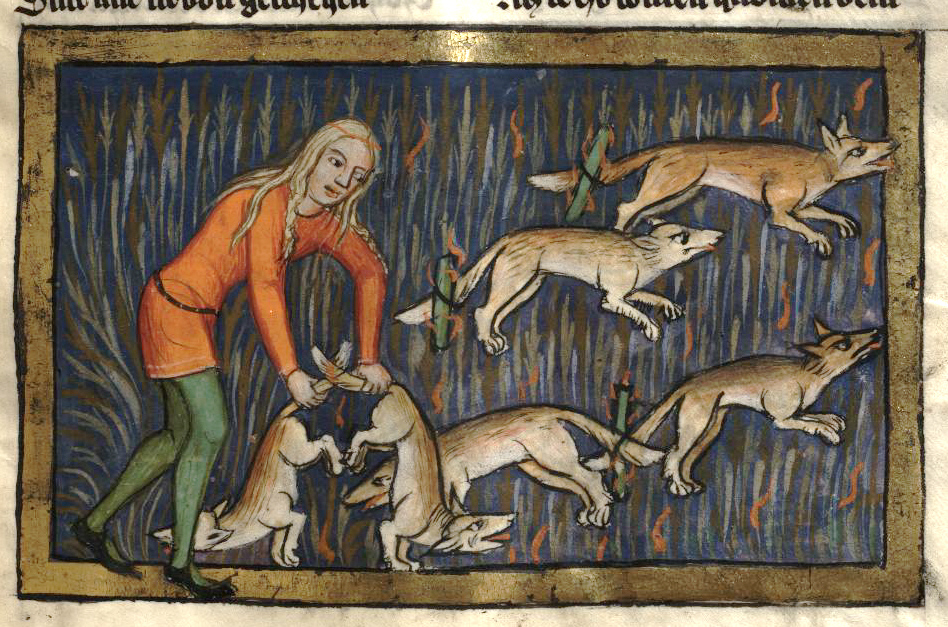
Simson spielt mit dem Feuer (Weltchronik des Rudolf von Ems, 14. Jahrhundert. Hochschul- und Landesbibliothek Fulda, Codex Aa 88, fol 193r)

Mit Bezugnahme auf Martin Buber erläutert Alter den biblischen „Leitwortstil“, der sich in einer Übersetzung nur eingeschränkt nachahmen lässt. Ein Beispiel ist die Konfrontation von Samuel und Saul in 1 Sam 15, die mit Variationen von drei Vokabeln gestaltet wird: hebräisch שׁמע sh-m-ʿ „hören, gehorchen“, hebräisch קוֹל ḳōl „Stimme, Klang, Geräusch“ und hebräisch דָּבָר dāḇār „Wort, Sache“.
Hintergründig wird der Held der Simsongeschichten (Buch der Richter, Kapitel 14–16) immer wieder mit Feuer assoziiert. Als die Erzählung ihre Klimax erreicht und der gefangene, blinde Simson Tausende von Menschen mit sich in den Tod reißt, ist Simson selbst eine Metonymie für Feuer geworden: „eine blinde, unkontrollierte Gewalt, die eine furchtbare Spur der Verwüstung hinter sich lässt und sich am Ende selbst verzehrt, zusammen mit allem, was sich ihr in den Weg stellt.“
Man kann eine Rangfolge strukturierender Elemente in der Hebräischen Bibel erstellen:
1. Leitworte, z. B. „gehen“ und „zurückkehren“ im Buch Rut;
2. Motiv, z. B. Feuer in den Simsongeschichten, Wasser im Mose-Zyklus;
3. Thema, z. B. Übergang des Erstgeburtsrechts an den Jüngeren im Buch Genesis;
4. Handlungssequenz, z. B. drei Katastrophen, die im Buch Ijob den Besitz der Hauptperson zerstören, gefolgt von einer vierten, bei der seine Kinder sterben;
5. Typische Szene, z. B. Brautwerbung am Brunnen.

### Zurückhaltende Charakterisierung
Es gibt einen allwissenden Erzähler, aber er setzt dieses Wissen selektiv ein. In 1 Sam 18 ködert König Saul den jungen David, indem er ihm verspricht, er könne durch militärische Erfolge zu seinem Schwiegersohn aufsteigen. Er hofft, dass David von den Philistern getötet wird und er sich mit der Beseitigung eines potentiellen Rivalen selbst nicht die Hände schmutzig machen muss (1 Sam 18,17 ). Sauls Motive werden vom Erzähler offengelegt, und wir erfahren außerdem, dass Michal, Sauls Tochter, in David verliebt ist; aber Davids eigene Motive bleiben im Ungewissen. Er kommt zwar mit bescheidenen Redebeiträgen selbst zu Wort, aber ob er die Falle erkennt, und warum er sich trotzdem auf das Spiel einlässt, und welche Gefühle er für Michal hat: All das bleibt offen und wird auch im weiteren Verlauf nicht geklärt. Die Erzählung vom Aufstieg Davids ist dadurch gekennzeichnet, dass David auch in privaten Situationen immer als Politiker erscheint und seine Persönlichkeit abgesehen davon kein Kolorit erhält. Das ändert sich, als das aus seinem Ehebruch mit Batseba stammende Kind erkrankt und stirbt (2 Sam 12,15–23 ). Von nun an wird der Leser einbezogen in Davids emotionalen Konflikt mit seinen Familienangehörigen.

## Rezeption
The Art of Biblical Narrative wurde ein Klassiker der literaturwissenschaftlichen Interpretation der Bibel und verhalf dem Literary Approach zum Durchbruch in der Exegese, so dass das Fachmagazin Prooftexts 2007 eine Sonderausgabe als „Vor und nach The Art of Biblical Narrative“ betitelte. Steven Weitzman bescheinigte dem Buch eine Erfolgsgeschichte: „Nach den konventionellsten Maßstäben, wie Verkaufszahlen, positive Kritiken, häufige Zitation, ist es schwer, ein akademisches Werk zu benennen, das erfolgreicher wäre als The Art of Biblical Narrative von Alter.“
Robert Alter wurde für The Art of Biblical Narrative 1982 mit dem National Jewish Book Award (for Modern Jewish Thought & Experience) ausgezeichnet.

## Textausgaben
- The Art of Biblical Narrative. Basic Books, New York 1981, ISBN 0-04-801022-7.
- The Art of Biblical Narrative. Revised and updated. Basic Books, New York 2011, ISBN 978-0-465-02255-7.